# August Heisler
August Gustav Heisler (* 12. September 1881 in Mannheim; † 7. Februar 1953 in Tübingen) war ein deutscher Landarzt.

## Leben
August Heisler wurde als Sohn des Juweliers Carl Friedrich Heisler geboren. Ab 1898 studierte er Medizin in Kiel, München, Heidelberg und Freiburg, wo er 1905 promoviert wurde. 1910 ließ er sich in Königsfeld im Schwarzwald als Landarzt nieder und war daneben im Sanatorium des Ortes tätig.
Mit der Hilfe von Albert Schweitzer gründete er 1924 die Stiftung „Geistige Nothilfe“, die wie auch seine Arztpraxis später von seinem Sohn Wyldbore Heisler weitergeführt wurde.
Heisler war Anhänger einer ganzheitlichen Medizin. Er entwickelte die „Heisler’sche Apfeldiät“ und führte die Kaffeekohle („carbo Königsfeld“) in die Heilkunde ein.
1952 gehörte er, zusammen mit Albert Schweitzer und Albert Dietrich, zu den ersten Trägern der Paracelsus-Medaille.
Alexander Heisler, Landarzt und Begründer des Zelt-Musik-Festival in Freiburg ist ein Enkel von August Heisler.

## Schriften
- Untersuchungen über die Infectiosität von Tuberkelbazillen verschiedener Herkunft. Kastner & Callwey, München 1905 (Dissertation, Universität Freiburg im Breisgau, 1905).
- mit Hermann Schall: Nahrungsmitteltabelle zur Aufstellung und Berechnung von Diätverordnungen für Krankenhaus und Praxis. Kabitzsch, Würzburg 1909.
- mit Hermann Schall: Die Praxis der Ernährungstherapie der Zuckerkrankheit. Kabitzsch, Würzburg 1910.
- Dennoch Landarzt. Erfahrungen und Betrachtungen aus der Praxis. Gmelin, München 1928.
- Aus meinen Krankenblättern. Von der Arbeit eines Landarztes. Gmelin, München 1936.
- Landarzt und Naturheilverfahren. Hippokrates, Stuttgart 1938.
- Vom Naturbeobachten zur Naturforschung. Hippokrates, Stuttgart 1939.
- Aus dem Leben eines Landarztes. 2 Vorlesungen gehalten an der Universität Tübingen am 13. u. 15. Dez. 1948. Schmiedel, Stuttgart 1949.
- Der Arzt als Diener der Natur. Hippokrates, Stuttgart 1950.